# Radiodactylus
Radiodactylus — рід птерозаврів із ранньої крейди США. Вважається сестринським таксоном родини Azhdarchidae.

## Етимологія
Родову назву дано на честь АЕС Команчі-Пік (radio відсилає до радіації, тим часом як dactylos, «палець», є звичайним закінченням назв птерозаврів, що відсилає до видовженості пальців, що підтримують крила). Видова назва вшановує доктора Ванна Ленгстона молодшого.

## Історія вивчення
Murry et al. (1991) повідомили про знахідку плечової кістки птерозавра під час спорудження аварійного водоскида АЕС Команчі-Пік поблизу Глен-Роуз, Техас. Зразок було віднесено до Azhdarchidae, що робило його потенційно найдавнішим (апт-альб) відомим представником Azhdarchidae (більшість давніших знахідок було визнано неможливим з однозначністю віднести до цієї групи). Тим не менш, значна частина характеристик застосованих на підтвердження такої ідентифікації є, ймовірно, плезіоморфіями. Andres & Meyers (2013) виділили на основі цього зразка (SMU 72547) новий вид, Radiodactylus langstoni, ними класифікований як аждархоїд споріднений але не належний до аждархід.

## Опис
Діагноз: великий птерозавр із унікальною комбінацією високого прямокутного делтопекторального гребеня розташованого проксимально, пневматичного отвору на дистальній стороні плечової кістки й апоморфних квадратної форми дистальної частини плечової кістки в розрізі й дистальної частини плечової кістки з прямою вертикальною борозною й без ліктьового горбка.